# 吕新萍
吕新萍（1965年—），宁夏银川人，汉族，中华人民共和国政治人物、第十一届全国人民代表大会宁夏地区代表。
毕业于陕西师范大学英语教育专业。加入民盟。担任宁夏回族自治区银川市唐徕回民中学教师。2008年起担任全国人大代表。